# Pilštanj
Pilštanj je razloženo naselje na zahodnem obrobju Kozjanskega hribovja v Občini Kozje. Sestavljajo ga gručasto jedro Novi trg na nizkem slemenu ter zaselki Klančnica, Stari trg, Suhodol, Štangrabe in Vinogora pod vzpetino Vinogoro (519 m).
Trg Pilštanj se je oblikoval med dvema vrhovoma, ne enemu od njiju je stal grad Pilštanj (Peilenstein), ki se prvič omenja leta 963. Na drugi vzpetini pa je stal Drenski grad (Hartenstein). Danes sta oba v razvalinah. V času turških vpadov je bila na Pilštanju obveščevalna postaja, ki je s kresovi opozarjala na nevarnost.

## Zgodovina
Pilštanj se prvič omenja leta 1404, ko je dobil trške pravice in privilegije. Leta 1431 je dobil pravico do sejma, leta 1505 pa še do drugega sejma. Ima tlorisno zasnovo s pravokotnim tržnim prostorom. 
Kraj je bil najprej last grofov Breže-Seliških, po letu 1072 je pripadal krškim škofom. Gospodje Pilštanjski so kot ministeriali živeli v gradu od 1158 do izumrtja 1348. Po tem so se lastniki menjavali. Leta 1570 je dal krški škof Urban Sagstetter zgraditi nov grad, kar je zapisano na plošči vzidani v cerkev. Med letoma 1617 in 1672 so bili lastniki Reisingi, do leta 1812 pa Winterhofni iz Kozjega. Ker so živeli v kozjanskem gradu, je pilštanjski propadel. 
Na bližnjem griču z imenom Osojnik, po domače "Osojek" so imela srednjeveška gospoda postavljene  vislice.Sama lega se nahaja nasproti gradu Pilštanj, od tod  se je videlo obešenca daleč naokoli. Obešali so  nepridiprave v opozorilo drugim podložnikomi, da vidijo kaj se jim lahko zgodi če se ne spoštuje pravil gospode. Osojnik ima bogato zgodovino v povezavi s Pilštanjem. Sam Osojnik leži na dokaj sončni legi. Mnogi zmotno menijo, da je ime Osojnik povezano z lego, sama lega je dokaj sončna. Samo ime izhaja še iz srednjega veka iz besedne zveze obsojen, osojen, 
Drenski grad (Hartenstein) je omenjen že leta 1404 kot stolp, zagotovo pa 1502. Do leta 1587 je bil v lasti Helfenbergov, med letoma 1615 - 1691 Reisingov, za njimi so prišli Attemsi, ki so ga združili z gospoščino Podčetrtek. Po letu 1810 je začel propadati. Ohranjena je grajska pristava, ki ji domačini pravijo Štok. V njej so stanovanja.
Turški vpadi so bili leta 1476 in 1494, kmečki uporniki pa so grad napadli leta 1515 in leta 1573.
Leta 1072 je Pilštanj postal sedež prafare. Obsegala je današnje župnije: Kozje, Pilštanj, Buče, Zagorje, Dobje, Podreda,Ortnice, Bistrica ob Sotli, Polje ob Sotli, Podčetrte, Olimje in Žusem. Leta 1346 je prišla pod gornjegrajski samostanski patronat, leta 1463 pod advokaturo in patronat ljubljanske škofije. Danes spada v Mariborsko nadškofijo. Sedež pražupnije se je leta 1801 prenesel v Kozje, kjer je bil ustanovljen dekanat.
Nekdaj je bila razvita obrt (lončarstvo, kamnoseštvo, sušenje drnulj in izdelovanje »drnulovca«.
V 19. stoletju je naselje zaradi prestavitve glavne ceste v dolino reke Bistrice začelo zgubljati na pomenu, pomembnejše naselje je postalo sosednje Lesično.
Šolo so imeli v Pilštanju že leta 1752. Pouk so imeli v cerkovnikovi hiši do leta 1824, ko so zgradili šolsko poslopje. Stavba je bila prezidana in razširjena. Leta 1964, ko so zgradili novo šolo v Lesičnem, je bila pilštanjska zapuščena.

## Zanimivosti
- Župnijska cerkev svetega Mihaela.

- Pod naseljem je na strmem pobočju nad Bistrico zaradi spiranja mehkejših kamnin nastalo več skalnih osamelcev. Največji, Ajdovska žena, ima obliko ženske z otrokom v naročju.

- Po legendi naj bi se na gradu Pilštanj rodila Sveta Ema Krška.

## Cerkev svetega Mihaela
Cerkev svetega Mihaela stoji na slemenu. Prvič je omenjena leta 1167. Najstarejša je ladja. Leta 1466 so prizidali zvonik in kapelo sv. Jurija. V prvi polovici 18. st. so prizidali kapeli. Med letoma 1796 in 1812 so cerkveno ladjo povečali, povišali in obokali, dodali prezbiterij z nadstropno zakristijo in prizidali nišasto kapelo. Veliki oltar je iz leta 1857, oltar v desni kapeli iz okoli 1720, prižnica in orgle iz 1800. Cerkev so ponovno obnovili leta 1893, kar piše na slavoloku. Ladja je dobila nov glavni in stranski portal, v desni kapeli novo oltarno mizo (menso), nove klopi in vrata ter poslikave. Leta 1993 so prebarvali fasado.